# جنارو گرانیتو پینیاتلی دی بلمونته
جنارو گرانیتو پینیاتلی دی بلمونته (ایتالیایی: Gennaro Granito Pignatelli di Belmonte؛ ‏ زاده ۱۰ آوریل ۱۸۵۱ – درگذشته ۱۶ فوریهٔ ۱۹۴۸) متخصص الهیات، دیپلمات و کشیش کاتولیک اهل ایتالیا بود.
جنارو گرانیتو پینیاتلی دی بلمونته در ۱۶ فوریه ۱۹۴۸، در سن ۹۶ سالگی درگذشت.
وی همچنین برندهٔ جوایزی همچون شوالیه‌های مالت شده‌است.